# Liste der Kulturdenkmale in Calbe (Saale)
In der Liste der Kulturdenkmale in Calbe (Saale) sind alle Kulturdenkmale der Stadt Calbe (Saale) (Salzlandkreis) und ihrer Ortsteile aufgelistet. Grundlage ist das Denkmalverzeichnis des Landes Sachsen-Anhalt, das auf Basis des Denkmalschutzgesetzes des Landes Sachsen-Anhalt vom 21. Oktober 1991 durch das Landesamt für Denkmalpflege und Archäologie Sachsen-Anhalt erstellt und seither laufend ergänzt wurde (Stand: 31. Dezember 2022).

## Kulturdenkmale nach Ortsteilen

### Calbe (Saale)
| Lage | Bezeichnung                            | Beschreibung                                                                                  | Erfassungs- nummer | Ausweisungsart               | Bild                                   |
| --- | -------------------------------------- | --------------------------------------------------------------------------------------------- | ------------------ | ---------------------------- | -------------------------------------- |
| (Karte) | Stadtbefestigung                       | Stadtbefestigung                                                                              | 094 61103          | Baudenkmal                   | Stadtbefestigung                       |
| Bahnhofstraße 5 (Karte) | Hotel Wilhelmshöhe                     | Wohnhaus 2020 als Denkmal eingetragen                                                         | 094 61464          | Baudenkmal                   | BW                                     |
| Am Brotsack 38A (Karte) | Villa                                  |                                                                                               | 094 61034          | Baudenkmal                   | Villa                                  |
| Arnstedtstraße westlich der Bernburger Vorstadt und des Neuen Marktes (Karte) | Friedhof                               |                                                                                               | 094 61035          | Baudenkmal                   | Weitere Bilder                         |
| Arnstedtstraße 4 (Karte) | Wohnhaus                               |                                                                                               | 094 61036          | Baudenkmal                   | Wohnhaus                               |
| Arnstedtstraße 2, 3, 4, 6, 6a, 7, 8, 9 außerhalb der historischen Stadtbefestigung (Karte) | Straßenzeile                           |                                                                                               | 094 60892          | Denkmalbereich               | Straßenzeile                           |
| Arnstedtstraße, Hinter den Gärten zwischen dem Wohnhaus Arnstedtstraße 14 und der Straße Hinter den Gärten (Karte) | Friedhof                               | Jüdischer Friedhof                                                                            | 094 61037          | Baudenkmal                   | Weitere Bilder                         |
| August-Bebel-Straße 38 (Karte) | Verwaltungsgebäude (ehem. Landratsamt) |                                                                                               | 094 61039          | Baudenkmal                   | Verwaltungsgebäude (ehem. Landratsamt) |
| August-Bebel-Straße 48 (Karte) | Ackerbürgerhof                         |                                                                                               | 094 61040          | Baudenkmal                   | Ackerbürgerhof                         |
| Bahnhofstraße Calbe (Saale) West (Karte) | Bahnhof                                | Bahnhof Calbe-West                                                                            | 094 60946          | Baudenkmal                   | Weitere Bilder                         |
| Bahnhofstraße 10 (Karte) | Villa                                  |                                                                                               | 094 61041          | Baudenkmal                   | Villa                                  |
| Bahnhofstraße 12 (Karte) | Wohnhaus                               |                                                                                               | 094 61042          | Baudenkmal                   | Wohnhaus                               |
| Bahnhofstraße 18 (Karte) | Wohnhaus                               |                                                                                               | 094 61043          | Baudenkmal                   | Wohnhaus                               |
| Bahnhofstraße 19 (Karte) | Wohnhaus                               |                                                                                               | 094 61044          | Baudenkmal                   | Wohnhaus                               |
| Bahnhofstraße 78 (Karte) | Villa                                  |                                                                                               | 094 61045          | Baudenkmal                   | Villa                                  |
| Barbyer Chaussee 3 Betriebsgelände Doppstadt, an den Gleisen der Bahnstrecke von Calbe-West nach Calbe-Ost (Karte) | Wasserturm                             |                                                                                               | 094 61046          | Baudenkmal                   | Wasserturm                             |
| Barbyer Straße 44, 49, 50, 51, 52, 53, 54, 55, 56, 57, 58, 59, 60, 61, Eisenwerkstraße 1, 2, 3, 4, 5, Erich-Weinert-Straße 1, 2, 3, 4, 5, Friedrich-Ludwig-Jahn-Straße 2, 4, Karl-Marx-Straße 3, 3a, 4, 4a, 5, 6, 7, 8, 9, 10, 11, 12, 13, 14, 15, 16, 17, 18, 19, 20, 21, 22, 23, 24, 25, 26, 27, 28, 29, 30, 31, 32, 33, 34, 35, 36, 37, 38, Lessingstraße 2, 4, 6, 8, 10, 12, 13, 14, 15, 16, 17, 18, 19, 20, 21, 22, 23, 23a, 24, 25, 26, 27, 28, 29, 31, 33, 35, 37, Martin-Andersen-Nexö-Straße 1, 2, 3, 4, 5, 6, 7, 8, 9, 10 nördlich der Altstadt Calbes (Karte) | Siedlung                               | Neue Wohnstadt, Eisenwerksiedlung                                                             | 094 60550          | Denkmalbereich               | Siedlung                               |
| Bernburger Straße Bernburger Vorstadt, Saalemauer (Karte) | Kriegerdenkmal                         |                                                                                               | 094 61047          | Baudenkmal                   | Kriegerdenkmal                         |
| Bernburger Straße 1 (Karte) | Wohn- und Geschäftshaus                |                                                                                               | 094 41527          | Baudenkmal                   | Wohn- und Geschäftshaus                |
| Bernburger Straße 7 (Karte) | Wohnhaus                               |                                                                                               | 094 61048          | Baudenkmal                   | Wohnhaus                               |
| Bernburger Straße 10 (Karte) | Wohn- und Geschäftshaus                | Cafe Hohenzollern                                                                             | 094 61049          | Baudenkmal                   | Wohn- und Geschäftshaus                |
| Bernburger Straße 17 Bernburger Vorstadt (Karte) | Wohnhaus                               |                                                                                               | 094 61050          | Baudenkmal                   | Wohnhaus                               |
| Bernburger Straße 58 Bernburger Vorstadt (Karte) | Wohnhaus                               |                                                                                               | 094 61051          | Baudenkmal                   | Wohnhaus                               |
| Bernburger Straße 70 Areal zwischen Bernburger Straße und Kleiner Fischerei; Bernburger Vorstadt (Karte) | Fabrik                                 | Tuchfabrik Nicolai                                                                            | 094 98374          | Baudenkmal                   | Fabrik                                 |
| Bernburger Straße 78, 79, 80, 81, 85, 86, 87, 88, 89, 90, 91, 92, 93, 94, 95, Kirchplatz 1, 2, 3, Markt 1, 2, 3, 4, 5, 6, 7, 8, 9, 10, 11, 12, 13, 14, 15, 16, 17, 18, 19, 20, 21, 22, 23, 24, 25, Wilhelm-Loewe-Straße 46, 47, 48 (Karte) | Altstadt                               |                                                                                               | 094 61079          | Denkmalbereich               | Altstadt                               |
| Breite 3 Eingang zur Sparkasse (Karte) | Inschrifttafel                         |                                                                                               | 094 61052          | Kleindenkmal                 | Inschrifttafel                         |
| Breite 1, 2, 3, 4, 5, 6, 6a, 7, 8, 9, 10, 11, 12, 13, 14, 15, 16, 17, 18, 19, 20, 21, 22, 23, 24, 25, 26, 27, 28, 29, 30, 31, 32, 33, 34, 35, 36, 37, 38, 39, 40, 41, 42, 43, 44 (Karte) | Straßenzug                             |                                                                                               | 094 61080          | Denkmalbereich               | Weitere Bilder                         |
| Breite 42, 43 (Karte) | Wohnhaus                               |                                                                                               | 094 61053          | Baudenkmal                   | Wohnhaus                               |
| Breite 44 (Karte) | Pfarrhof                               |                                                                                               | 094 61054          | Baudenkmal                   | BW                                     |
| Damaschkeplan 1 Damaschkeplan (Karte) | Gutshof                                | Barthelshof                                                                                   | 094 61063          | Baudenkmal                   | BW                                     |
| Entengasse 11, Ritterstraße 9 Eckgebäude zur Entengasse (Karte) | Wohnhaus                               |                                                                                               | 094 61085          | Baudenkmal                   | Wohnhaus                               |
| Friedensplatz 1 (Karte) | Gasthaus                               | Gaststätte Klause                                                                             | 094 61065          | Baudenkmal                   | Gasthaus                               |
| Friedrich-Ebert-Straße 3 (Karte) | Wohnhaus                               |                                                                                               | 094 98644          | Baudenkmal                   | BW                                     |
| Friedrich-Ebert-Straße 5, 7, 9, 11 (Karte) | Wohnhaus                               |                                                                                               | 094 98645          | Baudenkmal                   | BW                                     |
| Fährweg 16 (Karte) | Villa                                  |                                                                                               | 094 61064          | Baudenkmal                   | Villa                                  |
| Fährweg 17 (Karte) | Villa                                  |                                                                                               | 094 61098          | Baudenkmal                   | Villa                                  |
| Grabenstraße 48 Eckgebäude zur Scheunenstraße (Karte) | Wohnhaus                               |                                                                                               | 094 61067          | Baudenkmal                   | BW                                     |
| Großer Lorenz, Kirchgasse Bernburger Vorstadt (Karte) | Laurentius-Kirche                      |                                                                                               | 094 61068          | Baudenkmal                   | Weitere Bilder                         |
| Hospitalstraße 5 (Karte) | Hospital                               |                                                                                               | 094 61070          | Baudenkmal                   | Weitere Bilder                         |
| Hospitalstraße 5 (Karte) | Krankenhaus                            |                                                                                               | 094 61069          | Baudenkmal                   | Weitere Bilder                         |
| Kirchplatz (Karte) | Stephani-Kirche                        |                                                                                               | 094 61071          | Baudenkmal                   | Weitere Bilder                         |
| Landstraße 65 Zenser Dreieck (Karte) | Wegweiser                              |                                                                                               | 094 61421          | Kleindenkmal                 | BW                                     |
| Magdeburger Straße 70 (Karte) | Wohnhaus                               |                                                                                               | 094 61072          | Baudenkmal                   | BW                                     |
| Magdeburger Straße 88 (Karte) | Kirche St. Norbert                     | Kirche St. Norbert                                                                            | 094 61073          | Baudenkmal                   | Kirche St. Norbert                     |
| Magdeburger Straße 88 (Karte) | Pflegeheim                             |                                                                                               | 094 61074          | Baudenkmal                   | BW                                     |
| Markt 6 (Karte) | Wohn- und Geschäftshaus                |                                                                                               | 094 61055          | Baudenkmal                   | Wohn- und Geschäftshaus                |
| Markt 9 Fassade des Wohn- und Geschäftshauses (Karte) | Inschrifttafel                         |                                                                                               | 094 61056          | Kleindenkmal                 | Inschrifttafel                         |
| Markt 11 Eckbebauung zur Sonnengasse (Karte) | Wohnhaus                               | Gasthaus Zur Sonne                                                                            | 094 61057          | Baudenkmal                   | Wohnhaus                               |
| Markt 13 Südostecke des Marktes (Karte) | Gasthaus                               | Gasthaus Brauner Hirsch                                                                       | 094 61058          | Baudenkmal                   | Gasthaus                               |
| Markt 14 Südostecke des Marktes (Karte) | Wohnhaus                               | Tournier-Haus                                                                                 | 094 61059          | Baudenkmal                   | Wohnhaus                               |
| Markt 15 Ostseite des Marktes (Karte) | Wohnhaus                               |                                                                                               | 094 61060          | Baudenkmal                   | Wohnhaus                               |
| Markt 18 (Karte) | Rathaus Calbe                          | Rathaus                                                                                       | 094 61061          | Baudenkmal                   | Rathaus Calbe                          |
| Markt 19 (Karte) | Saalemühle Calbe                       | Mühle                                                                                         | 094 60893          | Baudenkmal                   | Weitere Bilder                         |
| Markt 19 (Karte) | Wohnhaus                               | Wohnhaus                                                                                      | 094 60893 001      | Teilobjekt eines Baudenkmals | Wohnhaus                               |
| Markt 19, an der Saale (Karte) | Verwaltungsgebäude, Lager              | Verwaltungsgebäude, Lager                                                                     | 094 60893 002      | Teilobjekt eines Baudenkmals | Verwaltungsgebäude, Lager              |
| Markt 19, an der Saale (Karte) | Mühle, Speicher                        | Mühle, Speicher                                                                               | 094 60893 003      | Teilobjekt eines Baudenkmals | Mühle, Speicher                        |
| Koordinaten fehlen! Hilf mit. | Fabrik                                 | Fabrik                                                                                        | 094 60893 006      | Teilobjekt eines Baudenkmals |                                        |
| Saale (Karte) | Wehr                                   | Wehr                                                                                          | 094 60893 007      | Teilobjekt eines Baudenkmals | Wehr                                   |
| an der Saale (Karte) | Mühlgraben                             | Mühlgraben                                                                                    | 094 60893 008      | Teilobjekt eines Baudenkmals | Mühlgraben                             |
| (Karte) | Eckspeicher                            | Lager 2020 als Denkmal eingetragen                                                            | 094 60893 009      | Teilobjekt eines Baudenkmals | Eckspeicher                            |
| Koordinaten fehlen! Hilf mit. | Speicher                               | Speicher 2020 als Denkmal eingetragen                                                         | 094 60893 010      | Teilobjekt eines Baudenkmals |                                        |
| Markt 20 Ostseite des Marktes, neben dem Rathaus (Karte) | Wohnhaus                               | Ratswaage                                                                                     | 094 61062          | Baudenkmal                   | Wohnhaus                               |
| Neuer Markt 4 (Karte) | Kindergarten                           | Haus des Kindes                                                                               | 094 41528          | Baudenkmal                   | BW                                     |
| Nienburger Straße vor dem Wohnhaus Nr. 89 (Karte) | Sühnekreuz                             |                                                                                               | 094 61081          | Kleindenkmal                 | Sühnekreuz                             |
| Nienburger Straße Kreuzung Nienburger Straße & Brückenstraße, am Wohnhaus Nr. 65 (Karte) | Wegweiser                              |                                                                                               | 094 61082          | Kleindenkmal                 | BW                                     |
| Ritterstraße 4 (Karte) | Wohnhaus                               |                                                                                               | 094 61084          | Baudenkmal                   | Wohnhaus                               |
| Rosmarinstraße 1 Eckbebauung zur Scheunenstraße (Karte) | Wohnhaus                               |                                                                                               | 094 60891          | Baudenkmal                   | Wohnhaus                               |
| Scheunenstraße 26 Altstadt (Karte) | Wohnhaus                               |                                                                                               | 094 61087          | Baudenkmal                   | Wohnhaus                               |
| Schloßstraße 3 (Karte) | Gerichtsgebäude                        | Amtsgericht                                                                                   | 094 61088          | Baudenkmal                   | Gerichtsgebäude                        |
| Schloßstraße 7 Eckbebauung zur Badergasse (Karte) | Wohnhaus                               |                                                                                               | 094 61089          | Baudenkmal                   | Wohnhaus                               |
| Schloßstraße 15 Giebel des Wohnhauses (Karte) | Skulptur                               |                                                                                               | 094 61090          | Kleindenkmal                 | Skulptur                               |
| Schloßstraße 88 (Karte) | Heiliggeistkirche                      | Spittelkirche                                                                                 | 094 61091          | Baudenkmal                   | Weitere Bilder                         |
| Schloßstraße 97 Schloßvorstadt (Karte) | Wohnhaus                               |                                                                                               | 094 61092          | Baudenkmal                   | Wohnhaus                               |
| Schloßstraße 106 (Karte) | Marie-Scheele-Haus                     | Wohnhaus zweigeschossiges Wohngebäude, ehemaliger Wohnsitz der Schriftstellerin Marie Scheele | 094 61093          | Baudenkmal                   | Marie-Scheele-Haus                     |
| Schloßstraße 110 Einmündung der Querstraße in die Schloßstraße (Karte) | Postamt                                | Postamt                                                                                       | 094 61094          | Baudenkmal                   | Postamt                                |
| Schulstraße 3 Bernburger Vorstadt (Karte) | Schule                                 | Realschule                                                                                    | 094 61095          | Baudenkmal                   | Weitere Bilder                         |
| Schulstraße 4 Bernburger Vorstadt (Karte) | Schule                                 | Gehobene Mädchenschule                                                                        | 094 61096          | Baudenkmal                   | Schule                                 |
| Tuchmacherstraße 55 & 56 & 57 (Karte) | Fabrik                                 | Tuchfabrik Eduard Grobe                                                                       | 094 61097          | Baudenkmal                   | Fabrik                                 |
| Wartenberg (Karte) | Aussichtsturm                          | Bismarckturm                                                                                  | 094 61099          | Baudenkmal                   | Weitere Bilder                         |
| Wilhelm-Loewe-Straße 30 (Karte) | Taubenturm                             | Taubenpfeiler und Hofeinfahrt des Lemmerhofs                                                  | 094 61101          | Baudenkmal                   | BW                                     |
| Wilhelm-Loewe-Straße 39 Eckbebauung zur Ritterstraße (Karte) | Wohn- und Geschäftshaus                | Kreuz-Drogerie                                                                                | 094 61102          | Baudenkmal                   | Wohn- und Geschäftshaus                |
| Wilhelm-Loewe-Straße 44a Altstadt (Karte) | Wohn- und Geschäftshaus                | E. Tischmeyer                                                                                 | 094 60890          | Baudenkmal                   | Wohn- und Geschäftshaus                |
| Wilhelm-Loewe-Straße 8 & 8a Eckbebauung zur Tuchmacherstraße (Karte) | Fabrik                                 | Seifenfabrik                                                                                  | 094 61100          | Baudenkmal                   | Fabrik                                 |

### Gottesgnaden
| Lage | Bezeichnung | Beschreibung                                          | Erfassungs- nummer | Ausweisungsart | Bild           |
| --- | ----------- | ----------------------------------------------------- | ------------------ | -------------- | -------------- |
| Gottesgnaden 20, 21, 22, 23, 24, 25, 26, 27, 31, 32, 33, 34, 35, 36, 38, 40, 42, 43, 44, 45, 46, 47, 50, 51, 52, 53, 54 (Karte) | Ortslage    | Ortslage, am 18. Februar 2015 als Denkmal ausgewiesen | 094 41534          | Denkmalbereich | Weitere Bilder |

### Schwarz
| Lage                                                                     | Bezeichnung         | Beschreibung                | Erfassungs- nummer | Ausweisungsart | Bild           |
| ------------------------------------------------------------------------ | ------------------- | --------------------------- | ------------------ | -------------- | -------------- |
| Gottesgnaden Schleusenwerder (Karte)                                     | Kirche              | St. Maria & Johannis Evang. | 094 61075          | Baudenkmal     | Weitere Bilder |
| Gottesgnaden (Karte)                                                     | Schleuse            | Schleuse Calbe              | 094 61076          | Baudenkmal     | Weitere Bilder |
| Gottesgnaden Mönchsheger südwestlich der ehem. Domäne (Karte)            | Schleusenwärterhaus | Neue Schleuse               | 094 61077          | Baudenkmal     | Weitere Bilder |
| Platz der Jugend (Karte)                                                 | Kirche              |                             | 094 98320          | Baudenkmal     | Weitere Bilder |
| Platz der Jugend südlich der Kirche, auf dem zentralen Dorfplatz (Karte) | Kriegerdenkmal      |                             | 094 61247          | Kleindenkmal   | Kriegerdenkmal |
| Platz der Jugend 12 an der Kirche                                        | Bauernhof           |                             | 094 98322          | Baudenkmal     | Weitere Bilder |
| Platz der Jugend 4, 5, 6, 7, 8, 9, 10, 12, 13                            | Platz               |                             | 094 98321          | Denkmalbereich | Weitere Bilder |

### Trabitz
| Lage                                                                                         | Bezeichnung    | Beschreibung | Erfassungs- nummer | Ausweisungsart | Bild   |
| -------------------------------------------------------------------------------------------- | -------------- | ------------ | ------------------ | -------------- | ------ |
| Dorfstraße                                                                                   | Kirche         |              | 094 98323          | Baudenkmal     | Kirche |
| Dorfstraße 6 Deich (Karte)                                                                   | Villa          |              | 094 98325          | Baudenkmal     | BW     |
| Dorfstraße 1, 2, 3, 4, 5, 6 saaleseitige Bebauung der Grundstücke Dorfstraße 1 bis 6 (Karte) | Ortskern       | Ortsansicht  | 094 98324          | Denkmalbereich | BW     |
| Rosenburger Weg (Karte)                                                                      | Kriegerdenkmal |              | 094 98326          | Kleindenkmal   | BW     |
| Rosenburger Weg 53, 54 Ortsrand                                                              | Neusiedlerhof  |              | 094 98327          | Baudenkmal     |        |

## Ehemalige Kulturdenkmale nach Ortsteilen
Die nachfolgenden Objekte waren ursprünglich ebenfalls denkmalgeschützt oder wurden in der Literatur als Kulturdenkmale geführt. Die Denkmale bestehen heute jedoch nicht mehr, ihre Unterschutzstellung wurde aufgehoben oder sie werden nicht mehr als Denkmale betrachtet. Mitunter sind Einzelobjekte aber noch immer Bestandteil eines geschützten Denkmalbereichs.

### Calbe (Saale)
| Lage                                          | Bezeichnung                                 | Beschreibung | Erfassungs- nummer | Ausweisungsart               | Bild                      |
| --------------------------------------------- | ------------------------------------------- | --- | ------------------ | ---------------------------- | ------------------------- |
| an der Saale                                  | Turbinenhaus                                | Turbinenhaus War Teilobjekt der Saalemühle Calbe. | 094 60893 004      | Teilobjekt eines Baudenkmals |                           |
| Mühleninsel                                   | Mühle                                       | Mühle War Teilobjekt der Saalemühle Calbe. | 094 60893 005      | Teilobjekt eines Baudenkmals |                           |
| August-Bebel-Straße 37 (Karte)                | Freimaurerloge Zur festen Burg an der Saale | Logenhaus, nach Abbruch 2019 aus dem Denkmalverzeichnis ausgetragen.                                                                                 | 094 61038          | Baudenkmal                   | BW                        |
| Bernburger Straße 5 Eckbebauung zur Kuhgasse  | Wohnhaus                                    | Wohnhaus | 094 98627          | Baudenkmal                   |                           |
| Calbe - Ost 1, 3, 5 Calbe (Saale) Ost (Karte) | Bahnhof Calbe (Saale) Ost                   | Bahnhof Nach dem Abbruch im Oktober 2020 aus dem Denkmalverzeichnis gestrichen.                                                                      | 094 60947          | Baudenkmal                   | Bahnhof Calbe (Saale) Ost |
| Friedensplatz 2                               | Speicher                                    | Wollmagazin | 094 61066          | Baudenkmal                   |                           |
| Ritterstraße 1 Westseite des Kirchplatzes     | Wohnhaus                                    | | 094 61083          | Baudenkmal                   |                           |
| Salzer Straße 21                              | Verwaltungsgebäude                          | Verwaltungsgebäude | 094 61086          | Baudenkmal                   |                           |
| (Karte)                                       | Schloss Calbe (Saale)                       | Auf das Mittelalter zurückgehendes Schloss, in den letzten Kriegstagen des Zweiten Weltkriegs bei Kampfhandlungen abgebrannt, Ruine 1951 abgerissen. |                    | Baudenkmal                   | Schloss Calbe (Saale)     |

## Legende
In den Spalten befinden sich folgende Informationen:
- Lage: Nennt den Straßennamen und wenn vorhanden die Hausnummer des Kulturdenkmals. Die Grundsortierung der Liste erfolgt nach dieser Adresse. Der Link „Karte“ führt zu verschiedenen Kartendarstellungen und nennt die geographischen Koordinaten.
Link zu einem Kartenansichtstool, um Koordinaten zu setzen. In der Kartenansicht sind Baudenkmale ohne Koordinaten mit einem roten bzw. orangen Marker dargestellt und können in der Karte gesetzt werden. Baudenkmale ohne Bild sind mit einem blauen bzw. roten Marker gekennzeichnet, Baudenkmale mit Bild mit einem grünen bzw. orangen Marker.
- Offizielle Bezeichnung: Nennt den Namen, die Bezeichnung oder zumindest die Art des Kulturdenkmals und verlinkt, soweit vorhanden, auf den Artikel zum Objekt.
- Beschreibung: Nennt bauliche und geschichtliche Einzelheiten des Kulturdenkmals, vorzugsweise die Denkmaleigenschaften.
- Erfassungsnummer: Für jedes Kulturdenkmal wird in Sachsen-Anhalt eine 20stellige Erfassungsnummer vergeben. Die letzten zwölf Ziffern werden für die Untergliederung nach Teilobjekten genutzt und werden nur angegeben, soweit vergeben. In dieser Spalte kann sich folgendes Icon  befinden, dies führt zu Angaben zu diesem Baudenkmal bei Wikidata.
- Ausweisungsart: Die Einordnung des Denkmales nach § 2 Abs. 2 DenkmSchG LSA
- Bild: Ein Bild des Denkmales, und gegebenenfalls einen Link zu weiteren Fotos des Kulturdenkmals im Medienarchiv Wikimedia Commons. Wenn man auf das Kamerasymbol klickt, können Fotos zu Kulturdenkmalen aus dieser Liste hochgeladen werden: